# Jungfruholmen, Björneborg
Jungfruholmen (finska: Jungfruuholma) är en ö i Finland.   Den ligger i kommunen Björneborg i den ekonomiska regionen  Björneborgs ekonomiska region  och landskapet Satakunta, i den sydvästra delen av landet, 240 km nordväst om huvudstaden Helsingfors.
Terrängen på Jungfruholmen är varierad. Jungfruholmen och grannholmen Täärnoora hör till naturskyddsområde nära Svinhamn.